# Synaphobranchidae

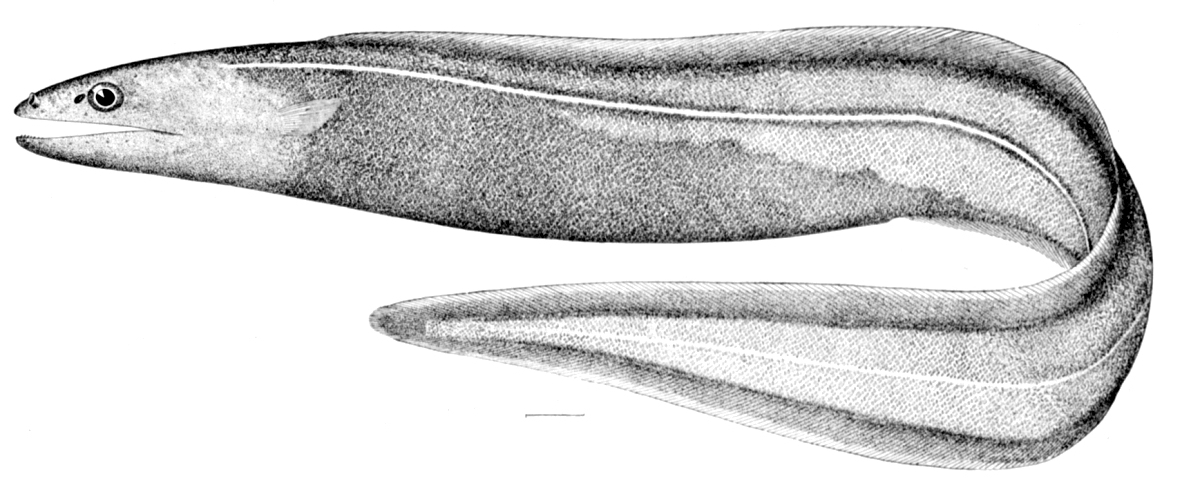
Histiobranchus bathybius.

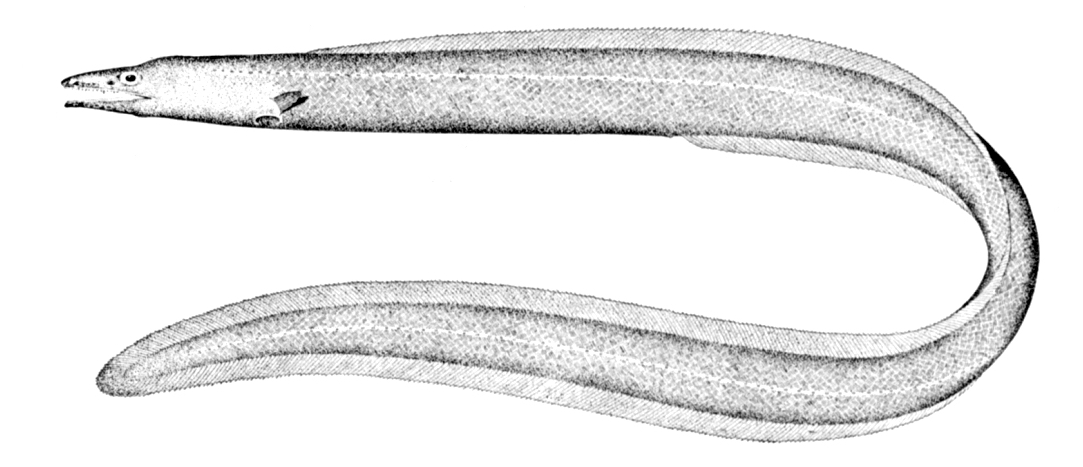
Ilyophis brunneus.

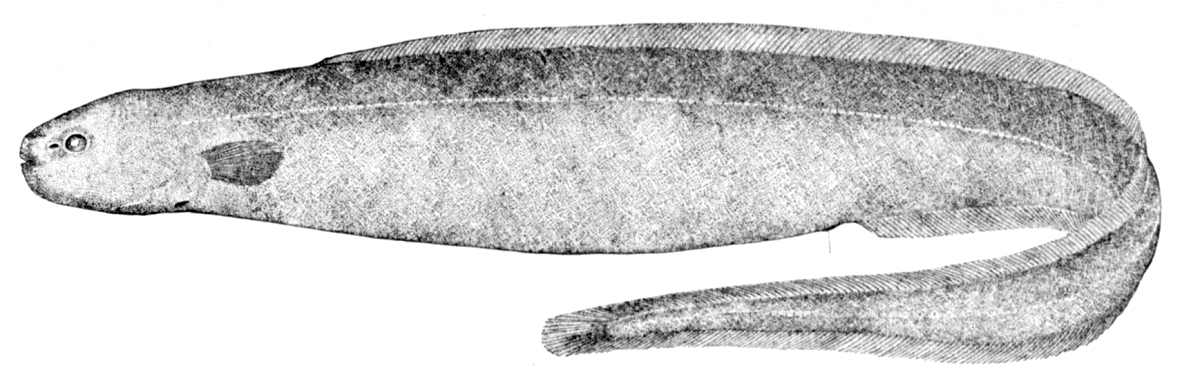
Simenchelys parasitica.

Los sinafobránquidos (Synaphobranchidae) son una familia de peces teleósteos del orden Anguilliformes conocidos vulgarmente como anguilas branquias bajas, distribuidos por los océanos Atlántico, Índico y Pacífico. Su nombre procede del griego: synaphe (unión, adyacente) + brangchia (branquias).
Abertura de las branquias colocada en una posición baja del cuerpo, por debajo o al mismo nivel de la base de la aleta pectoral, la cual puede estar ausente en algunas especies; poseen ojos telescópicos en estado larvario.

## Géneros y especies
Existen 38 especies agrupadas en 12 géneros:
- Subfamilia Ilyophinae: (las llamadas «anguilas con dientes de flecha»)
  - Género Atractodenchelys (Robins y Robins, 1970)
    - Atractodenchelys phrix (Robins y Robins, 1970)
    - Atractodenchelys robinsorum (Karmovskaya, 2003)

  - Género Dysomma (Alcock, 1889)
    - Dysomma anguillare (Barnard, 1923)
    - Dysomma brevirostre (Facciolà, 1887)
    - Dysomma bucephalus (Alcock, 1889)
    - Dysomma dolichosomatum (Karrer, 1982)
    - Dysomma fuscoventralis (Karrer y Klausewitz, 1982)
    - Dysomma goslinei (Robins y Robins, 1976)
    - Dysomma longirostrum (Chen y Mok, 2001)
    - Dysomma melanurum (Chen y Weng, 1967)
    - Dysomma muciparus (Alcock, 1891)
    - Dysomma opisthoproctus (Chen y Mok, 1995)
    - Dysomma polycatodon (Karrer, 1982)
    - Dysomma tridens  (Robins, Böhlke y Robins, 1989)
    - Dysommina proboscideus (Lea, 1913)
    - Dysommina rugosa (Ginsburg, 1951)

  - Género Ilyophis (Gilbert, 1891)
    - Ilyophis arx (Robins, 1976)
    - Ilyophis blachei (Saldanha y Merrett, 1982)
    - Ilyophis brunneus (Gilbert, 1891)
    - Ilyophis nigeli (Shcherbachev y Sulak, 1997)
    - Ilyophis robinsae (Sulak y Shcherbachev, 1997)
    - Ilyophis saldanhai (Karmovskaya y Parin, 1999)

  - Género Linkenchelys (Smith, 1989)
    - Linkenchelys multipora (Smith, 1989)

  - Género Meadia (Böhlke, 1951)
    - Meadia abyssalis (Kamohara, 1938)
    - Meadia roseni (Mok, Lee y Chan, 1991)

  - Género Thermobiotes (Geistdoerfer, 1991)
    - Thermobiotes mytilogeiton (Geistdoerfer, 1991)

- Subfamilia Simenchelyinae: (las llamadas «anguilas parasíticas de hocico chato»)
  - Género Simenchelys (Gill, 1879)
    - Simenchelys parasitica (Gill, 1879)

- Subfamilia Synaphobranchinae: (las llamadas «anguilas asesinas»)
  - Género Diastobranchus (Barnard, 1923)
    - Diastobranchus capensis (Barnard, 1923)

  - Género Haptenchelys (Robins y Martin, 1976)
    - Haptenchelys texis (Robins y Martin, 1976)

  - Género Histiobranchus (Gill, 1883)
    - Histiobranchus australis (Regan, 1913)
    - Histiobranchus bathybius (Günther, 1877)
    - Histiobranchus bruuni (Castle, 1964)

  - Género Synaphobranchus (Johnson, 1862)
    - Synaphobranchus affinis (Günther, 1877)
    - Synaphobranchus brevidorsalis (Günther, 1887)
    - Synaphobranchus calvus (Melo, 2007)
    - Synaphobranchus dolichorhynchus (Lea, 1913)
    - Synaphobranchus kaupii (Johnson, 1862)
    - Synaphobranchus oregoni (Castle, 1960)